# Primera División de Kazajistán 2023
La Primera División de Kazajistán 2023 fue la edición número 32 de la Primera División de Kazajistán, la máxima categoría de ascenso del país. Participaron 15 clubes en la competición.

## Participantes

### Filiales
Según el reglamento de competencia, los filiales de equipos Liga Premier de Kazajistán 2023 no eran elegibles para ascender, ni para participar de la Copa de Kazajistán 2023.
| Filial         | Principal     |
| -------------- | ------------- |
| Aktobe M       | Aktobé        |
| Astana Zhastar | Astaná        |
| Kairat Zhastar | Kairat Almatý |
| FC Ekibastuz   | FC Aksu       |

## Clasificación
| Pos. | Equipo             | Pts. | PJ | G | E | P | GF | GC | Dif. | Clasificación 2024          |
| ---- | ------------------ | ---- | -- | - | - | - | -- | -- | ---- | --------------------------- |
| 1    | Elimay             | 22   | 8  | 7 | 1 | 0 | 25 | 2  | +23  | Campeón - Liga Premier 2024 |
| 2    | Turan              | 19   | 8  | 6 | 1 | 1 | 20 | 9  | +11  | Liga Premier 2024           |
| 3    | Zhenis Astana      | 18   | 9  | 6 | 0 | 3 | 22 | 15 | +7   | Liga Premier 2024           |
| 4    | Arys               | 18   | 8  | 6 | 0 | 2 | 15 | 13 | +2   |                             |
| 5    | Akzhayik           | 16   | 8  | 5 | 1 | 2 | 25 | 8  | +17  |                             |
| 6    | Khan Tengri        | 14   | 9  | 4 | 2 | 3 | 14 | 8  | +6   |                             |
| 7    | Qyran              | 12   | 8  | 4 | 0 | 4 | 18 | 24 | −6   |                             |
| 8    | Ekibastuz          | 11   | 9  | 3 | 2 | 4 | 16 | 23 | −7   |                             |
| 9    | Jas Qyran          | 10   | 9  | 3 | 1 | 5 | 23 | 20 | +3   |                             |
| 10   | Yassi-Turkistan    | 10   | 8  | 3 | 1 | 4 | 13 | 16 | −3   |                             |
| 11   | Kairat Zhastar     | 8    | 8  | 2 | 2 | 4 | 15 | 17 | −2   |                             |
| 12   | Akademiya Oñtustik | 8    | 8  | 2 | 2 | 4 | 16 | 21 | −5   |                             |
| 13   | Taraz              | 7    | 9  | 2 | 1 | 6 | 16 | 16 | 0    |                             |
| 14   | Aktobe B           | 6    | 8  | 2 | 0 | 6 | 7  | 32 | −25  |                             |
| 15   | Astaná B           | 3    | 9  | 1 | 0 | 8 | 7  | 28 | −21  |                             |

Actualizado a los partidos jugados el 28 de mayo de 2023.
 Fuente: PFLK

## Resultados
| Local \ Visitante  | AKA | AKT B | AKZ | ARY | AST B | EKI | ELI | JAS | KZH | QYR  | TAR | TUR | YAS | XAN | ZHA |
| ------------------ | --- | ----- | --- | --- | ----- | --- | --- | --- | --- | ---- | --- | --- | --- | --- | --- |
| Akademiya Oñtustik | —   |       | 0–3 | 2–5 |       |     |     | 5–4 |     |      |     |     |     |     | 1–3 |
| Aktobe B           |     | —     |     |     |       |     | 0–5 | 2–1 |     |      |     | 1–6 |     | 0–3 |     |
| Akzhayik           |     |       | —   | 0–1 |       |     | 1–1 |     |     | 10–2 |     |     |     | 3–1 |     |
| Arys               |     |       |     | —   | 3–0   |     |     |     | 1–0 | 2–0  |     |     |     | 1–3 |     |
| Astaná B           | 0–3 | 2–3   |     |     | —     | 0–2 |     |     | 3–1 |      |     |     |     |     | 2–3 |
| Ekibastuz          |     | 3–0   | 1–3 |     |       | —   |     | 2–2 |     |      |     | 1–1 |     |     |     |
| Elimay             |     |       |     |     | 6–0   | 7–0 | —   |     |     |      | 1–0 |     | 1–0 |     |     |
| Jas Qyran          |     |       |     | 8–1 |       |     | 0–2 | —   |     | 4–2  |     |     | 2–3 | 2–0 |     |
| Kairat Zhastar     | 1–1 |       | 0–4 |     |       | 5–2 |     |     | —   |      |     |     |     |     | 4–1 |
| Qyran              | 2–1 |       |     |     | 3–0   |     |     |     | 4–3 | —    | 2–0 |     |     |     |     |
| Taraz              | 3–3 | 7–1   |     |     |       | 1–2 |     |     |     |      | —   | 0–1 |     |     | 0–4 |
| Turan              |     |       |     |     |       |     | 1–2 |     |     | 4–3  |     | —   | 1–0 | 1–0 |     |
| Yassi-Turkistan    |     | 5–0   |     |     |       | 4–3 |     |     |     |      | 0–5 |     | —   |     | 1–4 |
| Khan Tengri        |     |       |     |     | 4–0   |     |     |     | 1–1 |      | 2–0 |     | 0–0 | —   |     |
| Zhenis Astana      |     |       | 2–1 | 0–1 |       |     |     | 3–0 |     |      |     | 2–5 |     |     | —   |